# 이탈리아 남부
이탈리아 남부(이탈리아어: Italia Meridionale)는 이탈리아의 남부 지역을 가리키는 말로, 메조죠르노(Mezzogiorno)라고도 불린다.
이탈리아반도의 남단부인 몰리세주, 바실리카타주, 아브루초주, 칼라브리아주, 캄파니아주, 풀리아주는 반드시 포함된다. 다만 몰리세주와 아브루초주는 중부 지역에 포함되는 경우도 있다.
본토인 이탈리아반도와 분리된 도서 지역인 사르데냐와 시칠리아는 포함되는 경우도 있으나, 제외되는 경우도 존재한다. 주로 육지부 남부 지역만 가리킬 때는 이탈리아어로 "Italia meridionale" 또는 "Sud Italia"라고 한다. 이는 남부의 도서부 지역도 포함하는 "Mezzogiorno"와 혼동되지 않는 용어이다.
이탈리아 국립 통계 연구소(ISTAT)는 5개의 공식 통계 지역 중에서 "남부 이탈리아"(Italia meridionale 또는 그냥 Sud)라는 용어를 사용하되, 도서부인 사르데냐와 시칠리아는 이 영역에 포함시키지 않는다.

## 경제
2018년 사르데냐와 시칠리아를 제외한 본토 이탈리아 남부 지역의 국내 총생산 (GDP)은 2,711억 유로로 이탈리아 경제 생산량의 15.4%를 차지했다. 구매력을 고려한 1인당 GDP는 19,300 유로로 같은 해 EU 27개국 평균의 64%였다.

## 같이 보기
- 이탈리아 북부
- 이탈리아 중부
- 이탈리아 도서 지역